# Hebe Camargo
Hebe Maria Monteiro de Camargo Ravagnani (Taubaté, 8 de março de 1929 – São Paulo, 29 de setembro de 2012) foi uma apresentadora de televisão, cantora e atriz brasileira. Considerada como a "Rainha da Televisão Brasileira", construiu uma fortuna milionária somente atuando como apresentadora de TV, além de ser a apresentadora mais premiada de todos os tempos.
Iniciou sua carreira como cantora de rádio, ainda na década de 1940, na Rádio Tupi. Lançou suas primeiras canções em 1950: Oh! José e Quem Foi que Disse. Já conhecida como "A estrela de São Paulo", a principal estrela do rádio da cidade, foi convidada a integrar o grupo que foi ao porto da cidade de Santos buscar os equipamentos para dar início a primeira rede de televisão brasileira, a Rede Tupi. Foi convidada por Assis Chateaubriand para participar da primeira transmissão ao vivo da televisão brasileira ainda no ano de 1950. Em 1955, Hebe iniciou o primeiro programa feminino da TV brasileira, O Mundo é das Mulheres dirigido por Walter Forster e em 1959 lança seu primeiro disco, Hebe e Vocês. Hebe era considerada a maior entrevistadora do Brasil, tendo entrevistado diversas personalidades como Neil Armstrong, Edith Piaf, Christian Barnard, Amália Rodrigues e Julio Iglesias ainda nas décadas de 1960 e 1970.
Em 1964 se afastou da televisão a pedido do marido Décio Capuano, para dar à luz ao filho Marcello Capuano. Neste ano, interpretaria duas regravações com sucesso absoluto nas rádios de todo Brasil, "Andorinha Preta" e "Paz do Meu Amor". Retornou à televisão pela RecordTV em abril de 1966, após vários convites e a contragosto do marido, com o programa Hebe, que permaneceu mais de quarenta anos no ar em diversas emissoras e estabilizou a apresentadora como a "Rainha da Televisão Brasileira". Na década de 1970 consagrou-se como uns dos programas de maior sucesso da televisão, com média de 70% de audiência. Em 1974 o programa é transferido para a Rede Tupi, saindo do ar em 1975 e retornando pela Rede Bandeirantes em 1979. Em 1986 o programa estreou no SBT, onde permaneceu por 25 temporadas. As duas últimas temporadas do programa foram veiculadas pela RedeTV!.

## Início da vida

No início da carreira, anos 50

Hebe nasceu em Taubaté no Vale do Paraíba, filha de Esther Magalhães de Camargo e Sigesfredo Monteiro de Camargo. Teve uma infância humilde sendo a mais jovem de sete irmãos (quatro mulheres e três homens). Estudou até a quarta série do ciclo primário e acompanhava seu pai em suas apresentações em festas, casamentos e recitais. Seu pai, mais conhecido como "Fêgo Camargo", era violinista e cantor. Sua família mudou-se para a capital, São Paulo, em 1943, quando Hebe tinha catorze anos de idade. Fêgo já na capital passou integrar a Orquestra da Rádio Difusora, onde ele regeu a orquestra da emissora de rádio e sempre levava consigo Hebe Camargo.

## Carreira

### 1943–49: carreira na rádio
Hebe iniciou como cantora na Rádio Tupi aos 15 anos de idade no programa Clube Papai Noel. Ainda na década de 1940, ela iniciou juntamente com sua irmã e duas primas o quarteto Dó-Ré-Mi-Fá; o grupo durou três anos. Já na Rádio Difusora no programa Arraial da Curva Torta em 1944, ela formou com sua irmã Stella Monteiro de Camargo Reis a dupla caipira Rosalinda e Florisbela. Seguiu na carreira de cantora com apresentações de sambas e boleros em boates. Ao gravar um disco em homenagem a Carmen Miranda, ela ficou conhecida como "estrelinha do samba" e posteriormente como "a estrela de São Paulo". Em 1950 Hebe lançou sua primeira música cantada, "Oh! José" juntamente com "Quem Foi que Disse" em um compacto de 78 rotações.

### 1950–65: pioneirismo na televisão e música

Hebe Camargo e Borges de Barros como mendigo em A Praça da Alegria, TV Paulista (julho de 1960)

Em 1950 Hebe estava no porto de Santos quando decidiu ajudar um grupo de pessoas que estava descarregando equipamentos de comunicação, o qual ela nem imaginava que eram para inaugurar a primeira televisão do Brasil, a Rede Tupi. Entre eles estava o dono do futuro canal, Assis Chateaubriand, que a convidou para participar da primeira transmissão ao vivo da televisão brasileira em 18 de setembro, onde cantaria o recém-criado "Hino da Televisão Brasileira", porém no dia ela desistiu e foi substituída por Lolita Rodrigues. Apenas anos depois ela revelaria que tinha achado a letra do hino horrível e preferiu acompanhar seu namorado na época em uma cerimônia na qual seria promovido. Dias depois ela participou do programa Rancho Alegre, onde fez um dueto com o cantor Ivon Curi, a qual foi gravada por câmeras profissionais de filme e passou a ser considerada uma relíquia da televisão brasileira, uma vez que na época ainda não existia videotape para gravação na televisão e a gravação em formato de filme era muito cara, sendo raríssimos momentos registrados.
Contratada pela Tupi no final daquele ano, ela passou a participar do TV na Taba apresentando números musicais semanalmente. Em 1955 Hebe iniciou o primeiro programa feminino da TV brasileira, O Mundo é das Mulheres dirigido por Walter Forster. Em 1957, Hebe, originalmente com os cabelos escuros passou a se apresentar com os cabelos tingidos de louro, os quais tornaram-se uma de suas marcas registradas. Em 1959 decidiu deixar a Tupi e mudar-se para o Rio de Janeiro, onde assinou com a TV Continental e apresentou por três anos o Hebe Comanda o Espetáculo, cuja edição especial em 1961 foi lançada em disco. Em 1963 deixou a televisão e voltou para São Paulo para focar em sua carreira musical e fazer tratamentos de fertilização, já que desejava ser mãe, sendo que ela conseguiu engravidar apenas em 1965.

### 1966–85:Hebee reconhecimento
Em 1966 decidiu retomar a carreira na televisão e assinou com a RecordTV, estreando em 10 de abril de 1966 seu programa dominical Hebe, acompanhada do músico Caçulinha e seu regional; o programa a consagrou como entrevistadora e a tornou líder absoluta de audiência da época. Durante a Jovem Guarda muitas personalidades e novos talentos passaram pelo "sofá da Hebe", no qual eram entrevistados em um papo descontraído. Seus temas preferidos na época eram separações, erotismo, fofoca e macumba. Logo depois, a apresentadora Cidinha Campos veio ajudá-la nas entrevistas. Hebe também arranjava tempo para o seu programa diário na Rádio Panamericana (Jovem Pan). Nos anos 70, produzido pela Transbrasil e lançado pelo Selo Continental, gravou participação com a música "Pai Nosso" na adaptação para radiodifusão do livro Fernão Capelo Gaivota ou "Johnathan Gaivota" narrado por Moacyr Ramos Calhelha. Em 1970 estrelou sua única telenovela, As Pupilas do Senhor Reitor, também na RecordTV, interpretando a cantora de cabaré Magali, que chegava no vilarejo causando alvoroço nos homens. Em 1973 decidiu deixar a Record e levar seu programa para a Rede Tupi, porém devido as interferências da direção nas pautas encerrou seu vínculo com o canal em 1975. Hebe passou os quatro anos seguintes longe da carreira, dedicando-se apenas à infância do filho.
Em 1979 a família Saad, proprietários da Band, convenceram Hebe a retomar seu programa de entrevistas, reestreando ele inicialmente aos domingos e, a partir de 1980, nas noites de segunda-feira. Em 8 de setembro de 1981, sofreu um acidente com o marido Lélio Ravagnani e mais quatro amigos. O avião em que estavam sofreu uma pane no motor esquerdo e caiu. Após o acidente ela comentou sobre o fato: "Eu vi a morte de perto", afirmou a apresentadora. Em 1985 em meio a uma transmissão ao vivo de seu programa, jogou o microfone no chão e reclamou que a emissora estava sucateando seu programa, uma vez que estava há 6 anos com o mesmo cenário, além de sua produção ter sido cortada pela metade e haver problemas para levar artistas. No mesmo ano ela foi convidada para posar nua na revista Playboy, pedido que não foi aceito. No fim de 1985, ainda incomodada com o descaso com seu programa, decide deixar a Band e assinar com o SBT, onde estrearia em 4 de março de 1986.

### 1986–2010: Consolidação às segundas-feiras

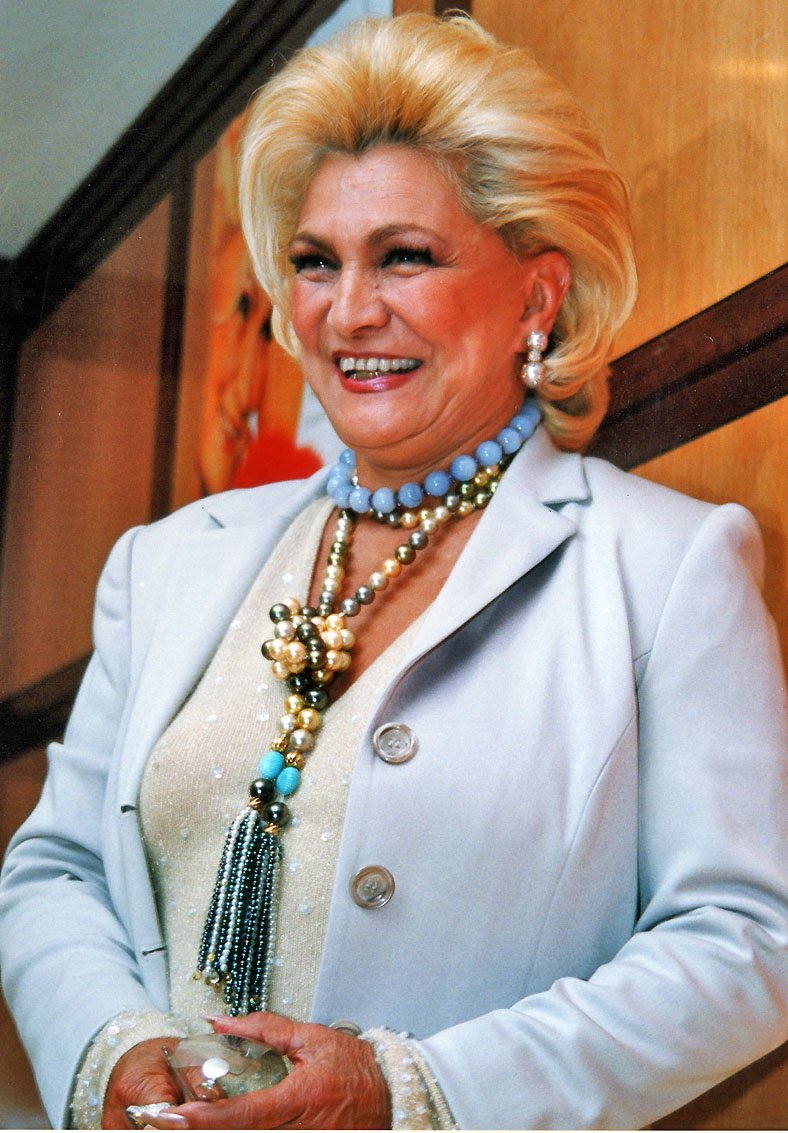
Hebe Camargo em dezembro de 2006

Em 1986, Hebe foi para o SBT, onde apresentou três programas: Hebe, no ar até 2010, Hebe por Elas e Fora do Ar, além de participar do Teleton e em especiais humorísticos, Romeu e Julieta, em que contracenou com Ronald Golias e Nair Bello, artistas que foram grandes amigos da apresentadora e de um quadro do espetáculo da entrega do Troféu Roquette Pinto. O programa Hebe entrou no ar pela emissora em 4 de março de 1986. Entre 1986 e 1993, o programa foi ao ar nas terças-feiras. Em 1993, migrou para as tardes de domingo. No ano seguinte, foi para as segundas-feiras. Durante um período, seu programa foi exibido aos sábados. A apresentadora recebia convidados para pequenos debates e apresentações musicais: todos se sentam em um confortável sofá. Em 1995, a gravadora EMI lançou um CD com os maiores sucessos de Hebe. Em 1999 voltou a lançar um CD. Em 22 de abril de 2006 comemorou o milésimo programa pelo SBT. Ela também tinha participado em atividades sociais, tais como tomar parte no Movimento Cívico pelo Direito dos Brasileiros (Cansei), um protesto crítico iniciado em 2007 sobre o governo brasileiro. No dia 7 de abril de 2000 participou, junto a Lolita Rodrigues e Nair Bello de uma entrevista no Programa do Jô na Rede Globo. e falaram sobre o tão temido hino à 'televisão brasileira'. Na véspera de ano novo em Miami a apresentadora se queixou de dor abdominal intensa. Em 8 de janeiro de 2010 ela foi submetida a uma videolaparoscopia para a retirada de nódulos na região abdominal e após a uma biópsia se confirmou que ela tinha um tumor primário de peritônio um tipo de câncer raro. Após a cirurgia e a quimioterapia, ela voltou a trabalhar em 8 de março de 2010.
Em 28 de abril de 2010, Hebe foi submetida a um exame clínico no Hospital Albert Einstein, em São Paulo. O exame constatou que o câncer descoberto em janeiro havia sido curado, e o tratamento não mais era necessário. "Deus nunca me abandonou, nunca vi a vida com tanta alegria", ela disse para agradecer seus fãs pelo seu apoio. Em 2010, aos 81 anos, Hebe Camargo gravou seu primeiro álbum ao vivo, Hebe Mulher e Amigos, com duas apresentações, uma em São Paulo, no Credicard Hall em 27 de outubro e outro no Rio de Janeiro, no Citibank Hall em 24 de novembro. No show, a apresentadora recebeu diversas personalidades da música brasileira como Fábio Jr., Daniel, Leonardo, Maria Rita, Paula Fernandes, Chitãozinho e Xororó e Bruno e Marrone, os quais entrevista em um sofá, como se estivesse em seu programa de auditório. Em 11 de dezembro de 2010, a apresentadora com permissão do SBT, gravou com o apresentador Fausto Silva o Domingão do Faustão da Rede Globo, onde recebeu o Troféu Mario Lago de 2010 (este programa foi ao ar no dia 26 de dezembro de 2010). Por volta das 16h30min de 13 de dezembro de 2010, ao final da gravação do especial de Réveillon de seu programa no SBT, Hebe, surpreendeu a todos, e leu uma carta de próprio punho para seu público informando que aquela foi a sua última atuação como funcionária do SBT. Estava ela se despedindo da emissora de Silvio Santos, depois de 24 anos. O contrato dela com o SBT venceria no dia 31 de dezembro, mas diante disto Hebe confirma que não renovaria com a emissora. O último programa de Hebe Camargo no SBT foi ao ar em 27 de dezembro de 2010. Após sua saída do SBT, ela assinou contrato com a RedeTV! em 15 de dezembro de 2010 para receber 500 mil reais por mês, mais 50% de todos os merchandisings do programa.

### 2011–12: últimos trabalhos e morte

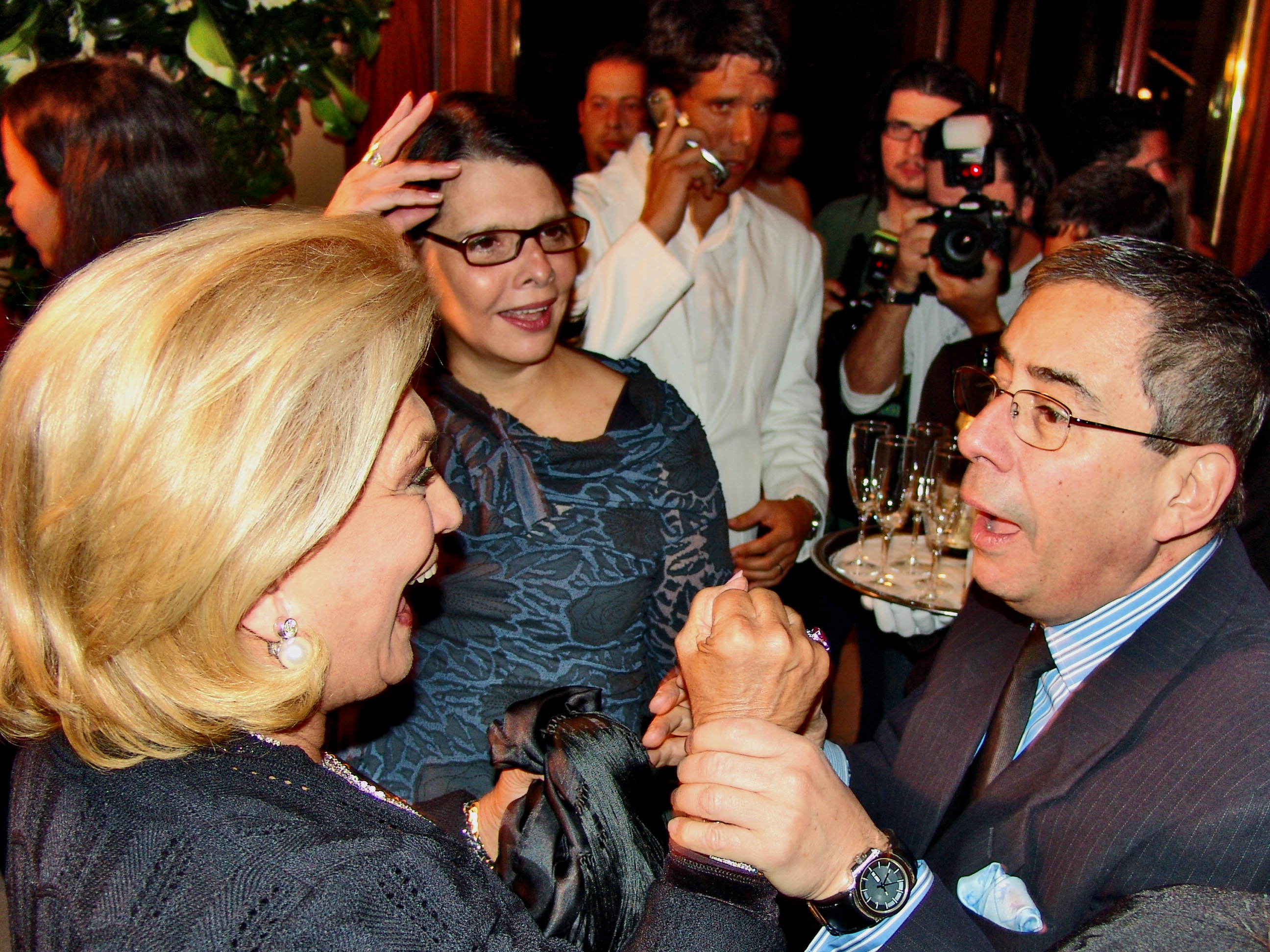
Hebe e o jornalista brasileiro Paulo Henrique Amorim em 2006

Ela estreou na RedeTV! em 16 de março de 2011 ocupando o terceiro lugar na audiência na Grande São Paulo. O programa possuía o mesmo formato do seu programa na antiga emissora sendo exibido às terças-feiras. Em 8 de janeiro de 2012 Hebe foi internada no hospital Albert Einstein, na cidade de São Paulo. Informações preliminares adiantavam que ela passaria por uma cirurgia para a retirada de um tumor no estômago. Um boletim emitido posteriormente pelo hospital divulgou que Hebe foi submetida a uma laparoscopia diagnóstica, que encontrou nódulos, atestando ser um tipo raro e de difícil tratamento do câncer no peritônio. O resultado da análise confirmou a existência de um tumor primário na região. Em junho de 2012, Hebe foi internada para ser submetida a uma cirurgia de retirada da vesícula biliar. Em julho do mesmo ano foi novamente internada por motivo não divulgado oficialmente. Em julho de 2012, o site Radar on-line da revista Veja anunciou que a Rede TV estaria propondo aos seus funcionários uma diminuição para a renovação dos contratos pela metade do salário.
Em julho de 2012, quando Hebe estava internada num hospital da cidade de São Paulo, ela teve a ideia de ligar para Carlos Nascimento, jornalista e apresentador do SBT. Na ligação, ela disse que queria votar para o reality show O Maior Brasileiro de Todos os Tempos, durante esta semana, o programa estava em uma competição do Pelé e Juscelino Kubitschek, e ela escolheu votar no rei do futebol. Durante a conversa também falou sobre o estado de saúde, afirmando que graças a Deus e à riqueza dos remédios, estava melhorando. Em sua participação, aproveitou para elogiar o ex-patrão Silvio Santos e criticou a sua antiga emissora (RedeTV!).
| “ | Eu queria dizer que Silvio Santos é um ‘país’ que respeita seus empregados. Jamais atrasou os pagamentos um dia sequer, é um grande empresário. | ” |

Em 24 de agosto de 2012 a colunista do jornal Folha de S.Paulo Keila Jimenez publicou que após a apresentadora ter reclamado dos atrasos de salários pela emissora a equipe de seu programa havia sido desmanchada. Após várias especulações sobre a ida da apresentadora de volta para o SBT, o colunista Flávio Ricco do portal UOL intitulou a matéria de "Hebe Camargo está de volta ao SBT", sobre o retorno a sua antiga emissora, o que foi desmentido pelo agente da apresentadora. A confirmação da rescisão do contrato com a RedeTV! saiu dois dias após em 17 de setembro. A última exibição do programa Hebe na RedeTV! ocorreu no dia 25 de setembro de 2012 em uma edição especial de despedida da emissora. Dois dias após a exibição do especial, o SBT anunciou a volta da apresentadora a casa. Após o acordo a emissora emitiu um comunicado: 
| “ | Diante da boa notícia, diretores e colaboradores do SBT comemoram a volta da artista, que sempre foi uma das mais queridas da casa. | ” |

Hebe morreu em 29 de setembro de 2012, em São Paulo aos 83 anos após sofrer uma parada cardíaca de madrugada, enquanto dormia. O corpo foi velado no Palácio dos Bandeirantes sede do governo do estado de São Paulo e sepultado no cemitério Gethsemani. Na semana seguinte à morte da artista, em sua homenagem, a avenida Perimetral em São Paulo foi renomeada para avenida Hebe Camargo, bem como o teatro do CEU do bairro de Paraisópolis, ambos localizados na Zona Sul da cidade.

## Na cultura popular e homenagens
- Hebe - O Musical – peça de teatro dirigida por Miguel Falabella e protagonizada por Débora Reis.[46]
- Hebe: A Estrela do Brasil (2019) – filme baseado na vida e carreira da apresentadora, que seria produzido e dirigido por Cacá Diegues,[47] sendo posteriormente substituído por Maurício Farias. A atriz Andréa Beltrão interpreta a apresentadora e Daniel Boaventura interpreta Silvio Santos.[48][49]
- Hebe Eterna (2019) - exposição no Farol Santander, em São Paulo.[50] Mostra imersiva e interativa, recorda a carreira da cantora e apresentadora que marcou a história da televisão brasileira.[51]
- Depois da morte de Hebe Camargo, seu nome foi dado oficialmente a duas avenidas. Uma delas situa-se na Vila Andrade, na Zona Sul da cidade de São Paulo,[52] e a outra fica na cidade de Mogi das Cruzes, Região Metropolitana da cidade de São Paulo.[53]
- Em 2023 houve a inauguração da “Casa Hebe”,[54] local idealizado pela empresária Lydia Sayeg é destinado a guardar e preservar o acervo pessoal da apresentadora.[55] Situa-se em uma casa de dois andares pertencente à Lydia, herdeira da joalheria Casa Leão. Todas as peças que estão expostas na casa estavam na mansão do bairro paulistano de Cidade Jardim.[56]

## Vida pessoal

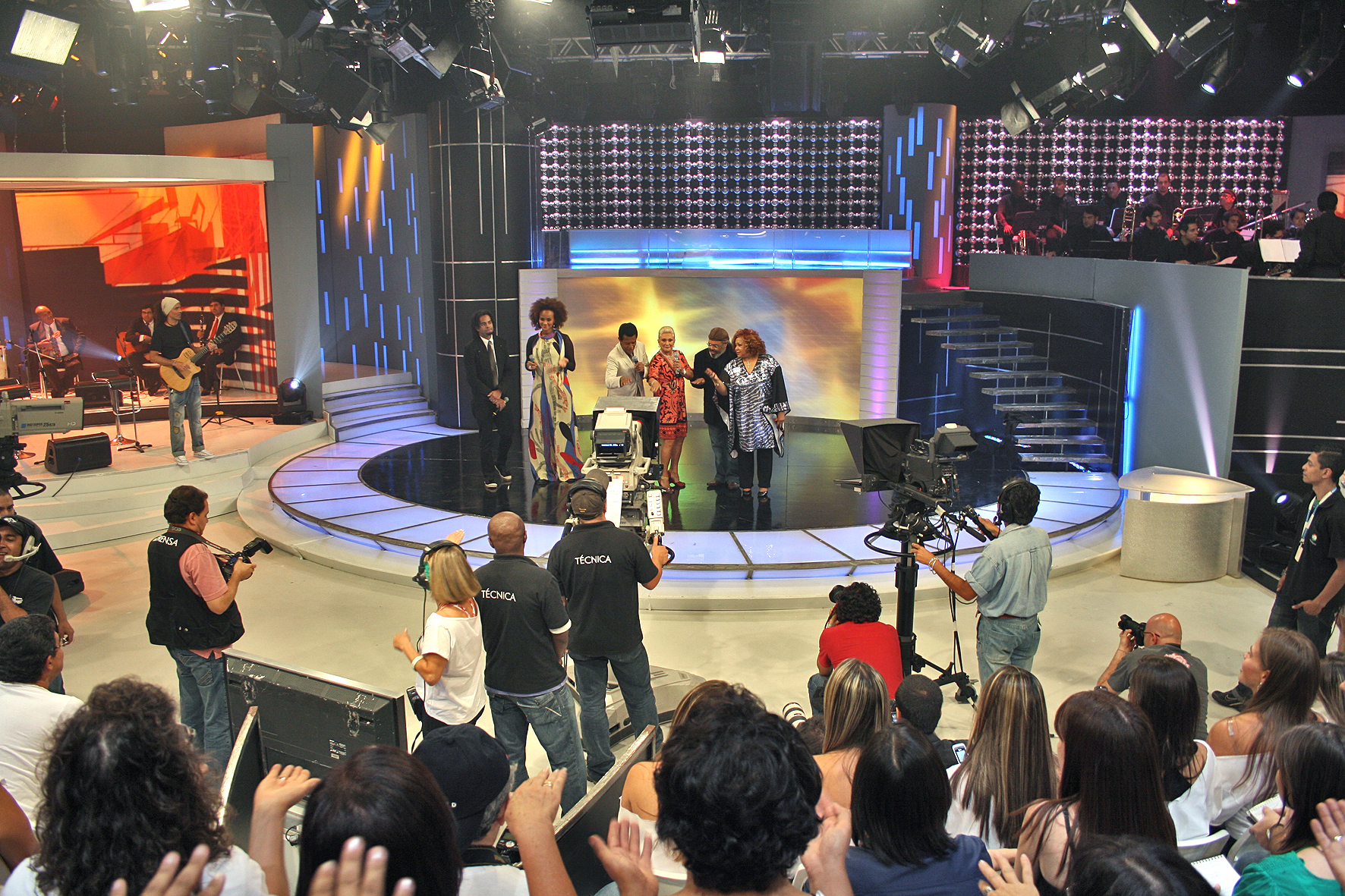
Programa de Hebe Camargo no SBT, com a participação de Luciana Mello, Jorge Aragão, Jair Rodrigues e Alcione.

Hebe e o empresário Luís Ramos namoraram por oito anos, sem assumir o relacionamento publicamente. Segundo Hebe, Luís a traía com frequência. À revista Veja, numa reportagem de capa que reuniu depoimentos de famosas e anônimas que já haviam abortado, Hebe contou que engravidou em sua primeira relação sexual, aos 18 anos e em começo de carreira. Não contou para os pais sobre a gravidez. Através de uma amiga encontrou uma mulher que realizava abortos, e que não era médica. O procedimento foi feito "sem anestesia, sem medicamento nenhum." Acreditava que naquela época não havia modo de uma criança dela e de Luís ter boa saúde psicológica, considerando os vários relacionamentos dele: "Fiz [o aborto] justamente porque eu achei que era uma coisa muito delicada esse filho ter irmã de um mesmo pai com outra mulher, outra irmã com outra mulher, outra irmã com outra mulher." Em entrevista em 2005, questionada se ainda era a favor ao aborto, Hebe respondeu: "Sou católica, mas defendo o aborto em alguns casos. A filha de uma conhecida minha foi estuprada e a família não quis o aborto. Foi pior: o filho nasceu com a cara do estuprador. É um estigma para o resto da vida. Num caso desses, como a Igreja pode ser contra?".
De uma "maneira casta" Hebe teve um relacionamento com Giuseppe "Peppino" Matarazzo, primeiro filho de Francesco Matarazzo, e bem mais velho que ela. Quando Hebe conheceu o futuro marido ela devolveu as várias joias que ganhara de presente de Peppino.
Em 14 de julho de 1964 Hebe se casou com Décio Capuano, comerciante de carros importados. Em 20 de setembro de 1965 deu à luz um menino, Marcello de Camargo Capuano. Décio era muito ciumento, e exigiu que ela desistisse da carreira. Durante o namoro com Décio Hebe engravidou duas vezes, mas sofreu abortos espontâneos. Décio a acusou de ser culpada pelos abortos, em razão do trabalho. Depois de casada e conseguir ter seu filho, a personalidade agressiva do marido não mudou. Não aguentando mais as humilhações, traições e a oposição do marido à sua carreira, Hebe saiu de casa com o filho em 1971. O divórcio aconteceu no mesmo ano.
Hebe começou a namorar o empresário Lélio Ravagnani em 1973. Ela e o filho Marcello se mudaram para a casa de Lélio em 1979. Hebe se casou com Lélio em uma cerimônia civil. Ele a ajudou a criar seu filho, que tinha contato com o pai aos fins de semana. Hebe e Lélio foram casados até a morte dele em 2000.
Em um programa do Marília Gabriela Entrevista de 2006 Hebe disse que gostaria de fazer sexo com Roberto Carlos.

### Fortuna e investimentos
Durante sua carreira, Hebe acumulou muitos bens e dinheiro. No auge do sucesso na televisão, entre a década de 1980 e a década de 2000, seu salário chegava a 1,5 milhões de dólares por mês, sendo considerada a apresentadora mais bem paga da América Latina. Em 2008 teve seu salário no SBT reduzido a R$ 1 milhão, o que teria deixado a apresentadora descontente. Em 2010 Hebe recusou uma proposta de renovação do SBT por R$ 250 mil mensais e migrou para a RedeTV!, por um salário de R$ 500 mil por mês. Além de ter o maior salário da emissora, Hebe tinha um helicóptero à disposição.
Na década de 1990 lançou a Revista Hebe e se tornou uma das artistas com mais licenciamentos, ultrapassando a marca de 100 produtos licenciados, entre máquinas de lavar roupa, panelas, talheres, enceradeiras, produtos de limpeza e lingeries, faturando mais de R$ 70 milhões ao ano. Hebe também era figura frequente em publicidades. Em 2003 Hebe assinou um contrato de R$ 5 milhões com a Nestlé para uma campanha publicitária. Até 2005, Hebe já havia recebido 37 milhões de dólares de lucro final proveniente de produtos licenciados. Em 2011, assinou um outro contrato de 300 mil reais mensais com a Nestlé. Enquanto contratada da RedeTV! gerava uma receita superior a 10 milhões de reais em publicidade para a emissora.
Hebe viveu em duas residências localizadas no distrito do Morumbi, Zona Oeste de São Paulo. A primeira propriedade conhecida como “a mansão abandonada de Hebe Camargo” situa-se numa área que já foi considerada uma das mais nobres de São Paulo, na Rua Dom Tomás Costa e Lima no bairro de Vila Tramontano. Construída em 1980, a casa possui cerca de 962 metros quadrados de área construída e foi projetada com um estilo clássico e sofisticado, refletindo o gosto refinado de Hebe. No dia 15 de novembro de 1993 a residência sofreu um assalto noticiado aplamente na mídia, inclusive no Jornal Nacional. Atualmente, a mansão está em um estado avançado de deterioração. A CNN Brasil relatou que o imóvel foi a leilão para o pagamento de dívidas, mas não houve interessados na aquisição. Avaliada em R$ 8,2 milhões, a casa chegou a ser oferecida por um valor mínimo de R$ 4,1 milhões, mas a venda foi suspensa após contestação dos herdeiros. A decisão de levar a casa a leilão foi consequência de um processo movido pela WV Soluções Logísticas, que cobra dívidas não quitadas pela família do empresário Lélio Ravagnani, ex-companheiro de Hebe. A mansão do bairro de Vila Tramontano segue abandonada e deteriorada, sem compradores em vista.
Após a morte de seu segundo marido, Lélio Ravagnani, em 2000, Hebe se mudou para uma nova mansão no bairro nobre de Cidade Jardim. Esta propriedade era ainda mais grandiosa, com mais de sete mil metros quadrados, incluindo um lago artificial e uma capela. Em 2008 a propriedade sofreu uma suspeita de tentativa de assalto. Segundo a PM, um segurança da casa da apresentadora chamou a polícia por volta da 1h devido a suspeita de que um homem teria invadido a propriedade. As unidades do Garra (Grupo Armado de Repressão a Roubos e Assaltos) e do GOE (Grupo de Operações Especiais) foram deslocadas ao local e fizeram uma vistoria na casa e nas ruas próximas. O helicóptero águia da PM também participou da busca, e segundo a PM nenhum suspeito foi encontrado. Possui duas entradas uma pela Rua Engenheiro Oscar Americano e outra na Rua das Amoreiras. A casa foi colocada à venda por R$ 30 milhões, destacando-se por suas amplas salas e luxuosa decoração e vendida em dezembro de 2023. Marcello Camargo, filho de Hebe, comentou que a apresentadora foi muito feliz nesta casa, que ela adquiriu e reformou com o dinheiro de seu trabalho. Ele descreveu a propriedade como um lugar que Hebe amava e onde desfrutou de muitos momentos felizes. Após a morte da apresentadora, serviu de moradia ao sobrinho de Hebe Camargo, o empresário Claudio Pessutti, que morreu em 2021, vítima de COVID-19. e está avaliada em mais de US$ 15 milhões. Hebe ainda era proprietária de uma mansão em Itu, conhecida por ter uma piscina de 400 m² e avaliada em US$ 1,5 milhão Uma mansão em Taubaté, avaliada em R$ 1,5 milhão, também foi adquirida pela apresentadora. Na década de 1980 Hebe adquiriu uma propriedade em Caraguatatuba.
Fã de automóveis da marca Mercedes-Benz, colecionava doze modelos, avaliados em cerca de R$ 10 milhões. Em 2005 começou a investir em bois da raça Simental, avaliados em R$ 1 milhão. Era considerada a maior colecionadora de joias do Brasil, depois da empresária Lily Safra. Somente um conjunto de esmeraldas da apresentadora foi orçado em mais de US$ 4 milhões. Hebe adquiriu em 1998 uma gargantilha de diamantes exclusiva da grife Chanel, semelhante a usada por Céline Dion no Oscar de 1997, por 490 mil dólares. Chegou a presentear fãs e artistas com joias, tratamentos de saúde e imóveis.
Hebe também era conhecida por oferecer grandes festas. Em 2008, comemorou seus 79 anos no Porto, em uma festa de dois dias no Hotel Infante Sagres. A festa foi orçada em 50 mil euros e Hebe acomodou 150 convidados nas 72 suítes do hotel por sua conta. Hebe havia comprado um apartamento na cidade. Nesta altura, foi convidada a ter um programa na TVI, em Portugal, onde receberia 100 mil euros, o maior salário da história da televisão portuguesa. Ter um programa português era um sonho antigo de Hebe, mas não foi concretizado pela descoberta de sua doença rara, o que impossibilitava Hebe de viajar a Portugal todos os meses. Se o projeto se concretizasse, não haveria conflito entre os programas de Hebe Camargo no Brasil e em Portugal, porque o SBT não tem canal internacional. Até seu falecimento, sua fortuna era avaliada em 180 milhões de dólares.

## Processos

### Processo de Inocêncio e Humberto
Em seu programa no SBT em 1994 ela sugeriu o fechamento do Congresso, em março do mesmo ano, Inocêncio Oliveira até então presidente da Câmara dos Deputados e Humberto Lucena presidente do Senado, processaram a apresentadora criminalmente. Segundo ela o processo não teria sucesso já que nem a Comissão Parlamentar de Inquérito (CPI) obteve sucesso, e ela complementou dizendo: 
| “ | [...] acho que esse negócio de me processar não vai dar em nada. | ” |

Dias após, Inocêncio retirou o processo.

### Processo de Márcia Alves
Em seu programa no final de 2000 ela comentou sobre a separação do cantor Chitãozinho com sua mulher na época Adenair, para namorar Márcia Alves, ex-integrante do grupo Banana Split que atuava como bailarina. Segundo comentário da apresentadora ela sustentou as expressões: "daquela coisa", "falsa", "garota de programa" e ainda de acordo com Márcia, Hebe também a comparou ao personagem Capitu da telenovela Laços de Família, que era uma prostituta. A apresentadora ainda perguntou aos filhos de Chitãozinho o que achavam do novo relacionamento do pai. Um dia antes de sua morte, ou seja, em 28 de setembro de 2012, Hebe foi condenada a pagar cerca de R$ 186,6 mil para Márcia Alves.

## Política e temas polêmicos
O programa Hebe ficou conhecido principalmente pela irreverência da apresentadora, que por diversas vezes abordou temas polêmicos ao vivo. Em 1985 abandonou seu programa ao vivo após saber da demissão de funcionários de sua equipe. Em 1994 Hebe sugeriu o fechamento do Congresso após diversos casos de corrupção, recebendo dois processos criminais, que posteriormente foram retirados. Por muitos anos foi cabo eleitoral do amigo Paulo Maluf e em 1996 ajudou a eleger Celso Pitta prefeito de São Paulo e anos depois declarou que Pitta foi o "prefeito mais incompetente da história da cidade" e que se arrependera amargamente d'o ter apoiado. Em 2000 criticou publicamente o amigo Chitãozinho e sua então namorada Márcia Alves por ele ter traído a ex-mulher, recebendo outro processo e desta vez sendo condenada a pagar indenização aos dois. Em 2003, ao comentar o Caso Liana Friedenbach e Felipe Caffé, pediu prisão perpétua para o assassino Champinha e disse que se pudesse, o entrevistaria armada e não o deixaria sair vivo da entrevista. Dias após essa declaração, Hebe se desculpou a contragosto.

## Tristeza em Pó
Uma entrevistada de Hebe, Daniele Toledo, declarou no lançamento de seu livro Tristeza em Pó em 2016, que a apresentadora pediu desculpas a ela por tê-la acusado de assassina em seu programa. Em 2006 Daniele ficou presa injustamente por 37 dias, acusada de ter matado sua filha de um ano colocando cocaína na mamadeira da criança. Na época, o apresentador Datena deu a Daniela o apelido de "Monstro da Mamadeira". Daniele, depois de libertada, foi entrevistada no programa de Hebe, e a apresentadora teria pedido desculpas pela acusação. Segundo Daniele, essa parte foi editada pela produção do programa e não foi exibida. Ainda segundo ela, Hebe teria enviado 200 mil reais através de um assessor para sua advogada, mas que nunca recebeu o dinheiro.

## Filmografia

### Televisão
| Ano       | Título                         | Cargo / Personagem | Nota                            |
| --------- | ------------------------------ | ------------------ | ------------------------------- |
| 1950–55   | TV na Taba                     | Cantora oficial    |                                 |
| 1955–59   | O Mundo é das Mulheres         | Apresentadora      |                                 |
| 1960–63   | Hebe Comanda o Espetáculo      | Apresentadora      |                                 |
| 1966–2012 | Hebe                           | Apresentadora      |                                 |
| 1968      | Romeu e Julieta                | Julieta Capuleto   | Especial de fim de ano          |
| 1970      | As Pupilas do Senhor Reitor    | Magali do Porto    |                                 |
| 1977      | O Profeta                      | Ela mesma          | Episódio: "24 de outubro"       |
| 1980      | Cavalo Amarelo                 | Ela mesma          | Episódio: "15 de agosto"        |
| 1990      | Romeu e Julieta (versão 2)     | Julieta Capuleto   | Especial de fim de ano          |
| 1991–93   | Hebe por Elas                  | Apresentadora      |                                 |
| 1995      | Escolinha do Golias            | Inspetora Sílvia   | Episódio: "20 de maio"          |
| 2000      | TV 50 Anos                     | Ela Mesma          | Especial                        |
| 2002      | SBT Palace Hotel               | Baronesa Gracinha  | Especial de final de ano        |
| 2003      | Romeu e Julieta (versão 3)     | Julieta Capuleto   | Especial de fim de ano          |
| 2004      | Meu Cunhado                    | Madame Olímpia     | Episódio: "O Marreteiro"        |
| 2004      | Branca de Neve e os Sete Peões | Branca de Neve     | Especial                        |
| 2005–06   | Fora do Ar                     | Apresentadora      |                                 |
| 2007      | Amigas e Rivais                | Ela mesma          | Episódio: "8 de agosto"         |
| 2009      | Vende-se um Véu de Noiva       | Santa Chanel       | Episódio: "10 de agosto"        |
| 2022      | Hebe, Um Brinde à Vida         | Ela mesma          | Documentário Original Globoplay |

### Cinema
| Ano  | Título                                 | Personagem           | Nota         |
| ---- | -------------------------------------- | -------------------- | ------------ |
| 1949 | Quase no Céu                           | Soraia               |              |
| 1951 | Liana, a Pecadora                      | Liana                |              |
| 1960 | Zé do Periquito                        | Cantora no casamento |              |
| 2000 | Dinossauro                             | Baylene (voz)        | Dublagem     |
| 2005 | Coisa de Mulher                        | Ela mesma            |              |
| 2009 | Xuxa e o Mistério de Feiurinha         | Rainha-mãe           |              |
| 2012 | Hebe: A Rainha Da Televisão Brasileira | Ela mesma            | Documentário |

## Discografia

### Álbuns de estúdio
- Sou Eu (1960)
- Hebe Comanda o Espetáculo (1961)
- E Vocês (1963)
- Hebe (1964)
- Hebe 65 (1965)
- Hebe (1967)
- Pra Você (1998)
- Hebe Camargo & Convidados (2001)
- Mulher (2010)

### Coletâneas
- Hebe (1994)[114]
- Sem Limite (2001)
- As Mais Gostosas da Hebe (2007)

### Álbuns de vídeo
- Hebe Mulher e Amigos (2010)

## Prêmios e indicações

### Troféu Roquette Pinto
| Ano  | Categoria                  | Indicação    | Resultado |
| ---- | -------------------------- | ------------ | --------- |
| 1963 | Melhor Apresentadora de TV | Hebe Camargo | Venceu    |

### Troféu Imprensa
| Ano  | Categoria                  | Indicação    | Resultado |
| ---- | -------------------------- | ------------ | --------- |
| 1963 | Melhor Apresentadora de TV | Hebe Camargo | Venceu    |
| 1964 | Melhor Apresentadora de TV | Hebe Camargo | Venceu    |
| 1965 | Melhor Apresentadora de TV | Hebe Camargo | Venceu    |
| 1967 | Melhor Apresentadora de TV | Hebe Camargo | Venceu    |
| 1968 | Melhor Apresentadora de TV | Hebe Camargo | Venceu    |
| 1969 | Melhor Apresentadora de TV | Hebe Camargo | Venceu    |
| 1972 | Melhor Apresentadora de TV | Hebe Camargo | Venceu    |
| 1973 | Melhor Apresentadora de TV | Hebe Camargo | Venceu    |
| 1987 | Melhor Apresentadora de TV | Hebe Camargo | Venceu    |
| 1988 | Melhor Apresentadora de TV | Hebe Camargo | Venceu    |
| 1990 | Melhor Apresentadora de TV | Hebe Camargo | Venceu    |
| 1991 | Melhor Apresentadora de TV | Hebe Camargo | Venceu    |
| 1992 | Melhor Apresentadora de TV | Hebe Camargo | Venceu    |
| 1993 | Melhor Apresentadora de TV | Hebe Camargo | Venceu    |
| 1994 | Melhor Apresentadora de TV | Hebe Camargo | Venceu    |
| 1995 | Melhor Apresentadora de TV | Hebe Camargo | Venceu    |
| 1996 | Melhor Apresentadora de TV | Hebe Camargo | Venceu    |
| 1999 | Melhor Apresentadora de TV | Hebe Camargo | Venceu    |
| 2000 | Melhor Apresentadora de TV | Hebe Camargo | Venceu    |
| 2002 | Melhor Apresentadora de TV | Hebe Camargo | Venceu    |
| 2003 | Melhor Apresentadora de TV | Hebe Camargo | Venceu    |
| 2005 | Melhor Apresentadora de TV | Hebe Camargo | Venceu    |
| 2007 | Melhor Apresentadora de TV | Hebe Camargo | Venceu    |
| 2008 | Melhor Apresentadora de TV | Hebe Camargo | Venceu    |
| 2009 | Melhor Apresentadora de TV | Hebe Camargo | Venceu    |

### Troféu APCA
| Ano  | Categoria                                  | Indicação    | Resultado |
| ---- | ------------------------------------------ | ------------ | --------- |
| 1973 | Melhor Entrevistadora de Televisão         | Hebe Camargo | Venceu    |
| 1987 | Melhor Programa de Variedades de Televisão | Hebe         | Venceu    |
| 1989 | Melhor Apresentadora de Televisão          | Hebe Camargo | Venceu    |

- 1990 — "O rosto de São Paulo"
- 1994 — "Cidadã Paulistana" da Câmara Municipal
- 2002 — "Tributo de Portugal"
- 2007 — "Prêmio especial", do Prêmio Contigo!
- 2009 — "Título de Professor Honoris Causa" por Universidade FIAM-FAAM
- 2010 — " Prêmio LIDE 2010" do Comitê Executivo do Grupo de Líderes Empresariais
- 2010 — "Troféu Mario Lago de 2010" no Domingão do Faustão[25]
- 2010 — Prêmio da Junta Diretiva de 2010 da Academia Latina da Gravação[116]
- 2010 — Prêmio Faz Diferença -Categoria Revista da TV 2011[117]
- 2010 - Grã-Cruz da Ordem do Ipiranga pelo Governo do Estado de São Paulo[118]
- 2012 — O Maior Brasileiro de Todos os Tempos (posição de número 56)
- Troféu Internet como melhor apresentadora de televisão nos anos de 2001, 2002, 2003, 2005, 2007, 2008 e 2009}
- "Melhor entrevista" da Associação Paulista dos Críticos de Artes
- "Melhor apresentadora de programa de auditório" da Academia Brasileira de Letras